# オオヤマオダマキ
オオヤマオダマキ（大山苧環、学名：Aquilegia buergeriana var. oxysepala ）は、キンポウゲ科オダマキ属の多年草。ヤマオダマキ（山苧環、学名：Aquilegia buergeriana ）の変種。有毒植物。

## 特徴
茎は、高さ30-70cmくらいになる。根出葉は束生し、2回3出複葉で、葉柄の長さは15-25cmになり、茎の上部につく葉は１回3出複葉になる。小葉は扇形で、葉の先が2-3中裂し、裂片がさらに2-3浅裂する。花期は6-8月。花は下向きに咲き、花の径3-3.5cm、萼片は5個で狭卵形、花弁も5個で長さ1.2-2.5cmになる。花弁の基部はうしろに長く伸びて距になり、内側に巻き込む。花弁は黄色、萼片と距の色は、帯青-帯紫褐色になる。果実は袋果となり、腺質の毛が密生する。

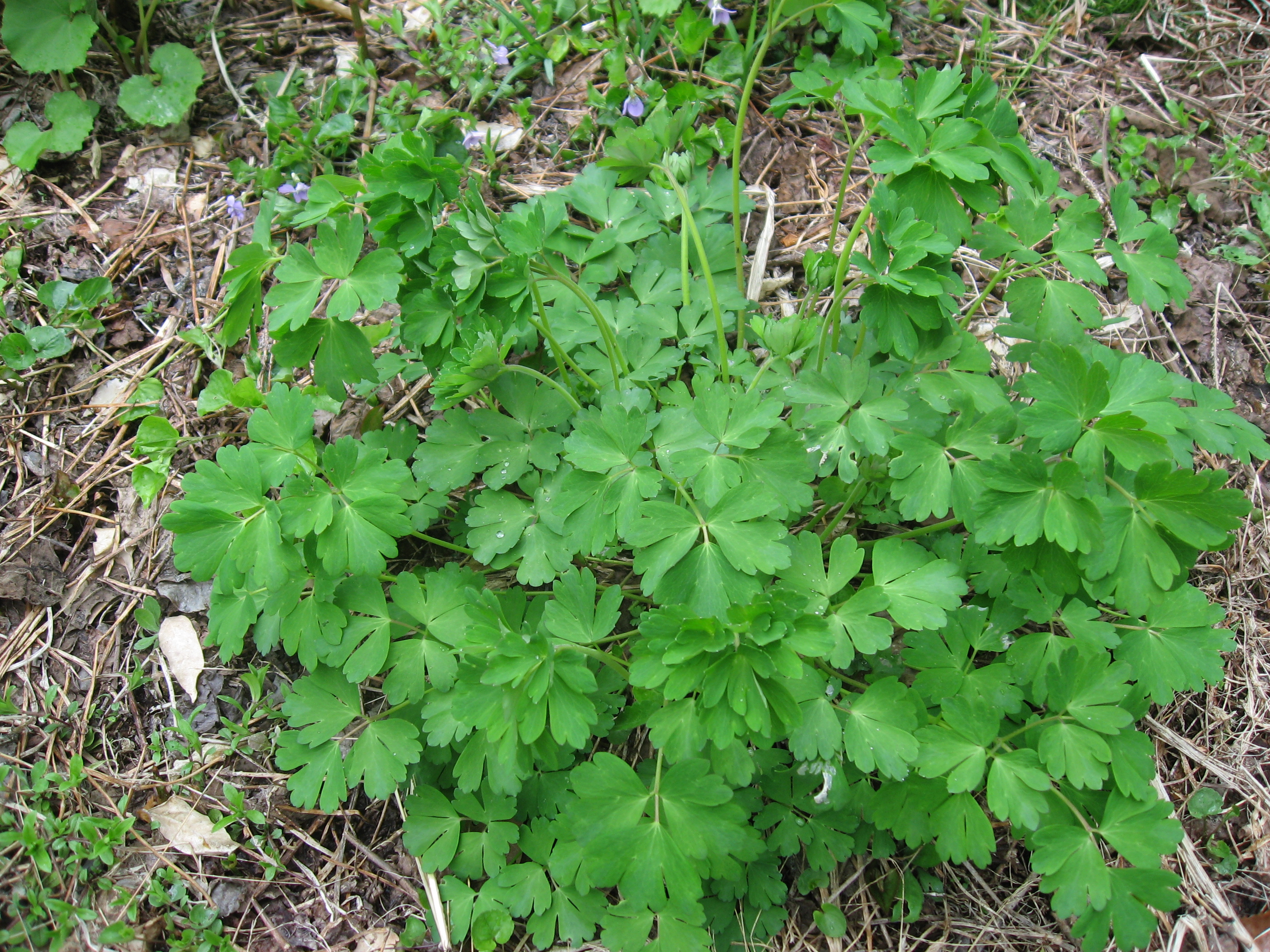
根出葉は束生し2回3出複葉
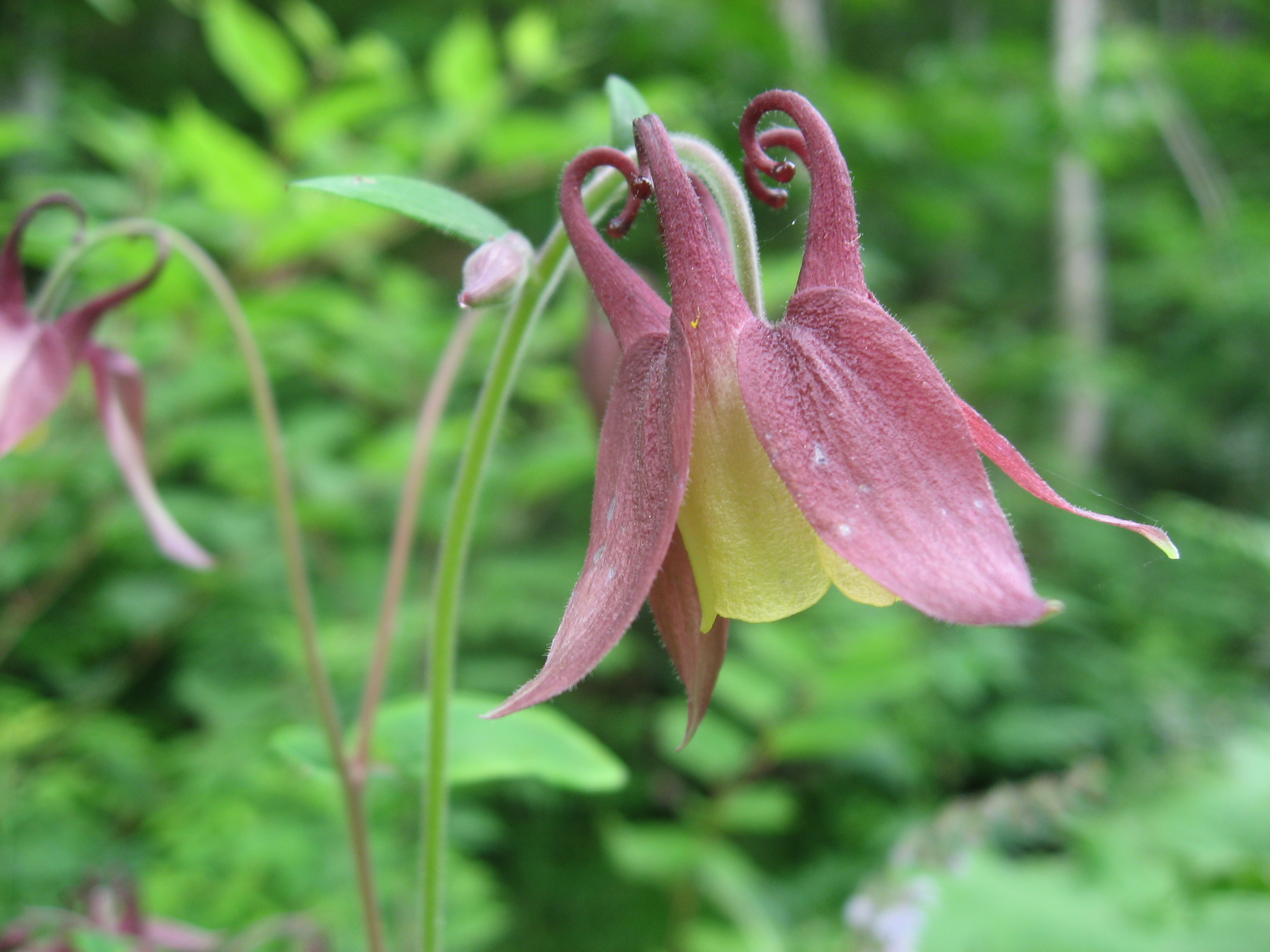
距が内側に巻き込む

## 分布と生育環境
日本では、北海道、本州、四国、九州に、アジアでは、朝鮮、中国（北部・東北）、シベリア東部に分布し、山地の林縁や道端の草地などに自生する。